# Kanton Bourges-2
Kanton Bourges-2 (francouzsky Canton de Bourges-2) je francouzský kanton v departementu Cher v regionu Centre-Val de Loire. Tvoří ho pouze část města Bourges.